# Raymundo Rodrigues Barbosa

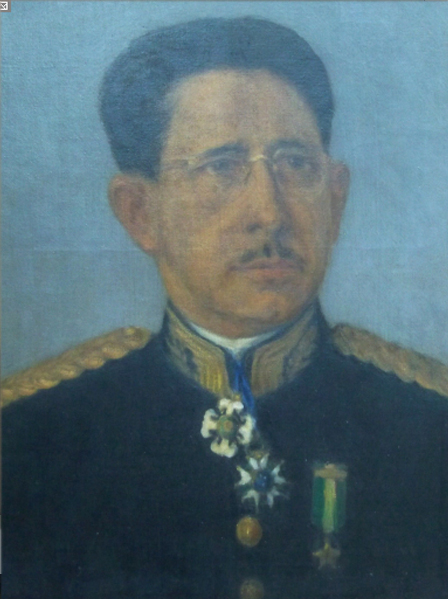
Raimundo Rodrigues Barbosa

Raymundo Rodrigues Barbosa (* 18. Oktober 1875 in Belém, Pará; † 7. April 1968 in Rio de Janeiro) war ein brasilianischer Offizier, zuletzt im Range eines Generalmajors.

## Leben
Barbosa absolvierte eine Offiziersausbildung im Heer (Exército Brasileiro) der Streitkräfte und fand im Anschluss verschiedene Verwendungen als Offizier sowie Stabsoffizier. Am 30. August 1924 wurde er Nachfolger von César Resende do Régo Monteiro als Gouverneur des Bundesstaates Amazonas und bekleidete dieses Amt bis zum 1. Dezember 1924, woraufhin Alfredo Sá seine Nachfolge antrat. Nach seiner Beförderung zum Brigadegeneral löste er am 15. Juli 1931 Artur Neiva als Gouverneur des Bundesstaates Bahia und übte dieses Amt bis zu seiner Ablösung durch Juracy Montenegro Magalhães am 19. September 1931 aus. Im Dezember 1937 wurde er zum Generalmajor befördert und gehörte vom 23. Februar 1938 bis zum 6. Oktober 1943 als Mitglied dem Obersten Militärtribunal (Superior Tribunal Militar) an.

## Weblink
- Eintrag in Generals.dk